# 김강선 (농구 선수)
김강선은 대한민국의 농구 선수이다. 병역 의무 이행을 제외하면 2009년부터 고양 오리온 오리온스에서 뛰어왔으며, 2023년 고양 소노 스카이거너스의 주장이 되었다. 고양 데이원 점퍼스가 해체위기를 맞고 해체되면서, 훈련 감독과 언론에 대외적인 입장 표명을 하는 등, 구단 직원과 감독, 코치의 역할을 모두 수행하고 있다.